# منوچهر جلیلوف
منوچهر جلیلوف (تاجیکی: Манучеҳр Ҷалилов؛ زادهٔ ۲۷ سپتامبر ۱۹۹۰) بازیکن فوتبال اهل تاجیکستان است که در پست مهاجم برای باشگاه فوتبال استقلال دوشنبه در لیگ عالی تاجیکستان بازی می‌کند.

## باشگاهی
از باشگاه‌هایی که وی در آن بازی کرده‌است می‌توان به باشگاه فوتبال کازانکا مسکو (در لیگ دوم روسیه) باشگاه فوتبال نفتخیمیک نیژنکامسک (در لیگ سوم روسیه) و باشگاه فوتبال سریویجایا (در لیگا ۲ اندونزی) اشاره کرد.

## تیم ملی
وی همچنین در تیم‌های ملی فوتبال زیر ۱۷ سال تاجیکستان و بزرگسالان تاجیکستان بازی کرده‌است.